# Nazan Bekiroğlu
 (juillet 2025).
La mise en forme du texte ne suit pas les recommandations de Wikipédia : il faut le « wikifier ».
Les points d'amélioration suivants sont les cas les plus fréquents. Le détail des points à revoir est peut-être précisé sur la page de discussion.
- Les titres sont pré-formatés par le logiciel. Ils ne sont ni en capitales, ni en gras.
- Le texte ne doit pas être écrit en capitales (les noms de famille non plus), ni en gras, ni en italique, ni en « petit »…
- Le gras n'est utilisé que pour surligner le titre de l'article dans l'introduction, une seule fois.
- L'italique est rarement utilisé : mots en langue étrangère, titres d'œuvres, noms de bateaux, etc.
- Les citations ne sont pas en italique mais en corps de texte normal. Elles sont entourées par des guillemets français : « et ».
- Les listes à puces sont à éviter, des paragraphes rédigés étant largement préférés. Les tableaux sont à réserver à la présentation de données structurées (résultats, etc.).
- Les appels de note de bas de page (petits chiffres en exposant, introduits par l'outil «  Source ») sont à placer entre la fin de phrase et le point final[comme ça].
- Les liens internes (vers d'autres articles de Wikipédia) sont à choisir avec parcimonie. Créez des liens vers des articles approfondissant le sujet. Les termes génériques sans rapport avec le sujet sont à éviter, ainsi que les répétitions de liens vers un même terme.
- Les liens externes sont à placer uniquement dans une section « Liens externes », à la fin de l'article. Ces liens sont à choisir avec parcimonie suivant les règles définies. Si un lien sert de source à l'article, son insertion dans le texte est à faire par les notes de bas de page.
- La présentation des références doit suivre les conventions bibliographiques. Il est recommandé d'utiliser les modèles {{Ouvrage}}, {{Chapitre}}, {{Article}}, {{Lien web}} et/ou {{Bibliographie}}. Le mode d'édition visuel peut mettre en forme automatiquement les références.
- Insérer une infobox (cadre d'informations à droite) n'est pas obligatoire pour parachever la mise en page.

Pour une aide détaillée, merci de consulter Aide:Wikification.
Si vous pensez que ces points ont été résolus, vous pouvez retirer ce bandeau et améliorer la mise en forme d'un autre article.
Nazan Bekiroğlu, écrivain et académicien turc.

## Biographie

### Jeunesse et étude
Nazan Bekiroğlu est né le 3 mai 1957 à Trabzon. Son père s'intéressait à l'histoire, écrivait des romans, des essais et des poèmes et était également propriétaire du journal Hedef, un journal local de Trabzon. Son intérêt pour la littérature a donc commencé dès son plus jeune âge,.
En 1974, Nazan Bekiroğlu est diplômé du lycée de Trabzon. 
En 1979, elle est diplômé de l'Université Atatürk, Faculté des Lettres, Département de langue et littérature turques d'Erzurum. 
En 1981, elle a obtenu sa maîtrise intitulée "Les pays européens et les Turcs dans les histoires d'Ömer Seyfettin" à l'Institut des sciences sociales de l'Université Atatürk. 
En 1987, elle termine son doctorat avec sa thèse intitulée "Analyse technique des romans d'Halide Edip Adıvar". 

### Carrière
En 1995, elle devient professeur agrégé avec son travail intitulé "Şair Nigâr Hanım",.
Le premier ouvrage de l'auteur a été publié dans la revue Dolunay en 1985. Plus tard, elle a publié de nombreux articles, essais et récits scientifiques dans les magazines Milli Kültür, Yedi Iklim, Türk Edebiyatı et Dergah. 
Elle a travaillé comme chroniqueur dans les journaux Yeni Ufuk et Zaman. Son premier livre "Nun Masalları" a été publié en 1997.
Elle utilise différentes disciplines dans ses œuvres et produit donc des textes à plusieurs niveaux. Elle a créé un style unique en révélant la culture de la société turque, l'idée du soufisme et les événements historiques avec les techniques de la littérature postmoderne et les possibilités du mouvement du réalisme magique. Elle utilise largement des éléments religieux et mystiques dans ses œuvres,.
En 2023, elle remporte le Grand Prix Présidentiel Culture et Arts dans la catégorie littérature.

## Livres
- 1997 - Nun Masalları
- 1998 - Şâir Nigâr Hanım
- 1999 - Halide Edib Adıvar
- 2000 - Yusuf ile Züleyha
- 2001 - Mor Mürekkep
- 2001 - Mavi Lale Yitik Lale
- 2002 - İsimle Ateş Arasında
- 2003 - Cümle Kapısı
- 2006 - Cam Irmağı Taş Gemi
- 2010 - Lâ : Sonsuzluk Hecesi
- 2012 - Nar Ağacı
- 2012 - Yol Hâli
- 2013 - Mimoza Sürgünü
- 2014 - Kelime Defteri
- 2015 - Mücellâ
- 2015 - Hikmet Aksoy Kitabı : Karınca İzleri
- 2017 - Yerli Yersiz Cümleler